# 瀾滄江龍
瀾滄江龍（學名："Lancanjiangosaurus"）是蜥腳下目恐龍的一屬，生存於晚侏羅紀的西藏。模式種是扎曲瀾滄江龍（"L." cachuensis），是由趙喜進在1985年提出，其屬名是取自中國的瀾滄江，但沒有經過正式研究、敘述，目前的狀態是無資格名稱。瀾滄江龍可能與歐洲及非洲的鯨龍相似。瀾滄江龍的化石是在西藏達布卡組發現。由於長時間沒有被描述，這些骨骸有可能已命名為其他動物。

## 外部連結
- 恐龍博物館──瀾滄江龍